# Zorop jezik
Zorop jezik (yafi, jafi, yaffi, wagarindem, wargarindem, jafi wagarindem, warlef; ISO 639-3: wfg), jedan od pet pauwaskih jezika kojim govori oko 230 ljudi (2005 SIL) u selu Warlef, južno od Jayapura na indonezijsakom dijelu otoka Nova Gvineja.
Pripada istočnopauwaskoj skupini. Prema govornicima ovog jezika, jezik se zove zorop a ne yafi, kako je bilo njegovo staro ime. susjedne etničke skupine i vlada za njega koristi termin Warlef, što je ime sela u kojem se govori

## Vanjske poveznice
- Ethnologue (14th)
- Ethnologue (15th)